# 本間コレクション
本間コレクション（ほんまコレクション）は、北海道恵庭市にかつて存在した美術館。株式会社本間武男(現ウェルフェアコミュニティーデザイン株式会社)が経営していた。北海道出身の芸術家・本間武男が収集した美術品を展示公開していたが2003年に完全閉館している。

## 公式サイト
ウェルフェアコミュニティーデザイン株式会社
http://www.wfcd.co.jp/

## 施設
以下、当時の公式ウェブサイトによる。
- 所在地：北海道恵庭市白樺町1丁目1-1
- 営業時間：10時 - 17時
- 休館日：毎週月曜日、冬季（12月20日 - 3月31日）休業
- 入館料：大人300円、小学生以下無料

JR千歳線・恵庭駅の南西、恵庭公園のそばに位置していた。付近には漁川が流れる。
当初は仏像や彫刻品をメインに展示していたが2000年頃からは展示物の縮小に伴い美術館へと衣替えをし「本間武男の世界」と題して本間武男によるシルクスクリーン版画作品や、本間武男に関する資料、そのほか約3,000頭ものチョウ（蝶）の標本や、5ミリメートル四方の聖書の豆本、宇宙から地球に飛来した隕鉄（鉄隕石）などを展示していた。
館外にはオノ・ヨーコの協力のもと製作した、世界で2番目となるジョン・レノン平和記念碑（題字は町春草）や、仏師・松久宗琳が原型を製作した全長10メートルの釈迦涅槃像（「賽相顕現」の題字は十三代目片岡仁左衛門）を展示していた。